# Metarhizium anisopliae
Metarhizium anisopliae (basioniem: Entomophthora anisopliae) is een mitosporische schimmel met ongeslachtelijke voortplanting uit de familie Clavicipitaceae.

## Beschrijving
Metarhizium anisopliae komt van nature overal ter wereld in de bodem voor. Het is een parasiet die ziektes veroorzaakt in insecten, en is als zodanig dus een  entomopathogene schimmel. Metarhizium anisopliae wordt gebruikt als  biologisch bestrijdingsmiddel tegen plaaginsecten als sprinkhanen, termieten, thripsen enz. en onderzocht wordt of de schimmel gebruikt kan worden om malaria overbrengende muggen te bestrijden.

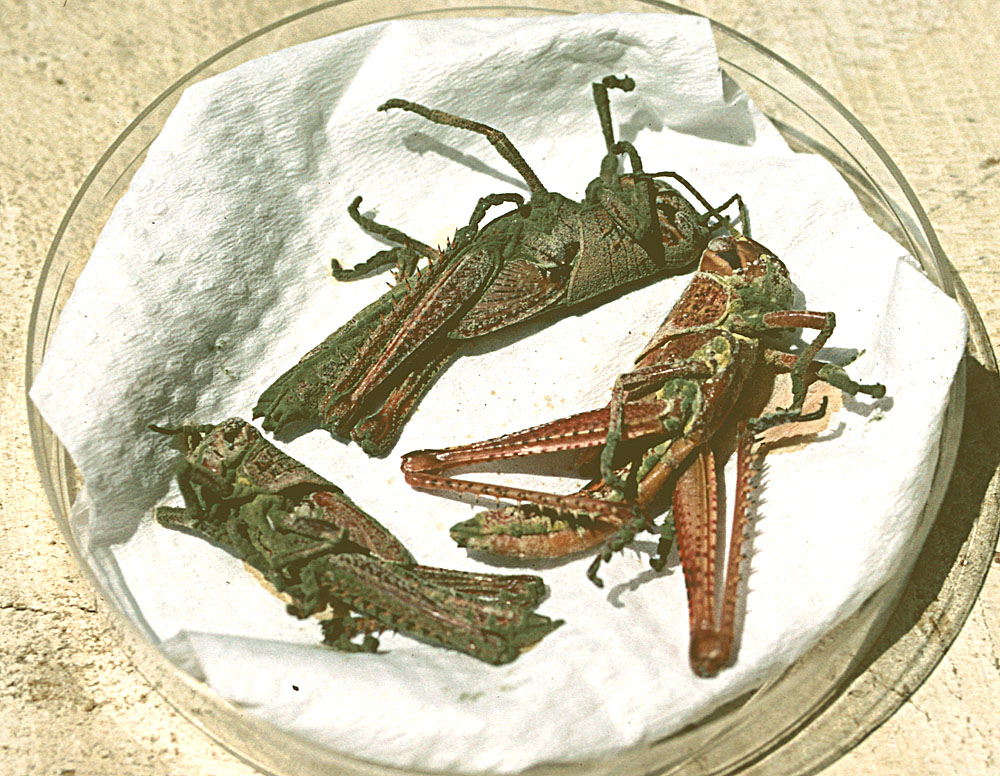
Rode sprinkhanen gedood door Metarhizium anisopliae var. acridum tijdens een biologische- bestrijdingscampagne. Let op het groene laagje schimmel op de kadavers.

De ziekte die de schimmel veroorzaakt heet groene muscardineziekte vanwege de groene kleur van diens sporen. Wanneer deze sporen (beter conidia genoemd) in contact komen met het lichaam van een vatbaar insect, ontkiemen zij en penetreert de uitkomende hyfe het uitwendig skelet (exoskelet). De schimmel ontwikkelt zich daarna in het lichaam en doodt uiteindelijk het insect. Het exoskelet van het kadaver wordt dan vaak rood. Als de luchtvochtigheid voldoende hoog is, groeit er een wit mycelium uit het kadaver dat binnen korte tijd groen wordt door de productie van sporen. De meeste insecten die op de grond leven, hebben een natuurlijke afweer opgebouwd tegen entomopathogene schimmels. De schimmel is daarom in een voortdurende evolutionaire wapenwedloop gewikkeld om die afweer te overkomen, hetgeen heeft geleid tot een groot aantal stammen die aangepast zijn aan bepaalde groepen insecten.

## Biologische bestrijding
Sommige stammen zijn zo specifiek dat ze de status van variëteit hebben gekregen, zoals Metarhizium anisopliae var. acridum, die vrijwel uitsluitend sprinkhanen van de onderorde Caelifera (orde Orthoptera) infecteert (de meeste variëteiten zijn inmiddels tot soort verheven: zie Metarhizium). Verschillende onderzoeksgroepen, waaronder het internationale LUBILOSA Programma, hebben technische sleuteluitdagingen geïdentificeerd, inclusief: isolaatselectie, massaproductie, formulering en toediening. Anders gezegd, insectenbestrijding (mortaliteit) hangt af van factoren zoals het aantal toegediende sporen, de formulering en weersomstandigheden. Formuleringen op basis van olie maken het mogelijk schimmelsporen onder droge omstandigheden toe te dienen en ze zijn toepasbaar met de bestaande ULV (ultra-lage volume) toedieningstechnieken voor sprinkhanenbestrijding.
De schimmel infecteert mensen en andere zoogdieren kennelijk niet en wordt dan ook veilig geacht als bestrijdingsmiddel. De microscopische sporen worden gewoonlijk op de vegetatie gesproeid waar de te bestrijden insecten zich bevinden. Voor malariabestrijding is het plan om de sporen aan te brengen op klamboes of stukken katoen die op de muur bevestigd zijn.

## Systematiek
Metarhizium anisopliae (in het begin van de vorige eeuw bekend als Entomophthora anisopliae) is genoemd naar het insect waar het oorspronkelijk van geïsoleerd was, de kever Anisoplia austriaca. Het is een anamorfische schimmel met aseksuele voortplanting waarvoor een teleomorf nog niet gevonden is. Aangezien aangetoond is dat Cordyceps taii de teleomorf van Metarhizium guizhouense (syn. M. taii) is, lijkt het waarschijnlijk dat die van M. anisopliae ook een soort Cordyceps zal blijken te zijn. Het is echter ook mogelijk dat veel stammen van M. anisopliae het vermogen tot seksuele voortplanting hebben verloren.